# Сура Ат-Тур
Сура Ат-Тур (араб. سورة الطور‎) або Гора — п'ятдесят друга сура Корану. Мекканська, містить 49 аятів.